# 韦恩国家森林
韦恩国家森林（英語：Wayne National Forest）位于美国俄亥俄州东南部，是俄亥俄州唯一的国家森林，33号美国国道和霍金河都经过韦恩国家森林。